# U-17-Fußball-Europameisterschaft der Frauen 2010
Die dritte U-17-Fußball-Europameisterschaft der Frauen wurde in der Zeit vom 22. bis 26. Juni 2010 in Nyon (Schweiz) ausgetragen. Spielort war das Centre sportif de Colovray. Spielberechtigt waren Spielerinnen, die am 1. Januar 1993 oder später geboren wurden. Europameister wurde Spanien, das sich im Finale mit 4:1 nach Elfmeterschießen gegen Irland durchsetzen konnte.

## Qualifikation
Die Europameisterschaft wurde in drei Stufen ausgerichtet. In zwei Qualifikationsrunden wurden die vier Teilnehmer an der Endrunde ermittelt.
In der ersten Qualifikationsrunde spielten die 40 gemeldeten Mannschaften in zehn Gruppen zu je vier Mannschaften die Teilnehmer an der zweiten Qualifikationsrunde aus. Innerhalb jeder Gruppe spielte jede Mannschaft einmal gegen jede andere in Form von Miniturnieren, die an unterschiedlichen Terminen zwischen dem 4. September und dem 29. Oktober 2009 ausgetragen wurden. Eine der vier teilnehmenden Mannschaften der jeweiligen Gruppe fungierte als Gastgeber dieses Miniturniers. Ein Sieg wurde mit drei Punkten, ein Unentschieden mit einem Punkt belohnt.
Die Gruppensieger und die sechs besten Gruppenzweiten qualifizierten sich für die zweite Qualifikationsrunde. Bei der Ermittlung der besten Gruppenzweiten wurden nur die Spiele gegen die Gruppensieger und Gruppendritten berücksichtigt. Die 16 verbliebenen Mannschaften wurden erneut per Los auf vier Gruppen zu je vier Mannschaften aufgeteilt. Der Modus war mit dem der ersten Qualifikationsrunde identisch. Die Spiele fanden in der Zeit vom 8. bis 15. April 2010 statt. Die Gruppensieger der vier Miniturniere qualifizierten sich für die Endrunde.
Die deutsche Mannschaft blieb während der Qualifikation ungeschlagen und ohne Gegentor. In der ersten Qualifikationsrunde trennte sich Deutschland zunächst torlos von Island, bevor die Spiele gegen Israel (10:0) und Frankreich (1:0) gewonnen wurden. In der zweiten Qualifikationsrunde gab es Siege gegen Österreich (1:0), Norwegen (4:0) und Finnland (3:0).

## Modus
Die vier Mannschaften ermitteln im K.-o.-System den Europameister. Die Sieger der Halbfinale erreichen das Endspiel und spielen den Europameister aus. Die Verlierer spielen um den dritten Platz. Ein Spiel dauert regulär zweimal 40 Minuten. Steht es nach Ende der regulären Spielzeit unentschieden so wird die Partie um zweimal zehn Minuten verlängert. Sollte immer noch keine Entscheidung gefallen sein, fällt die Entscheidung im Elfmeterschießen.
Die beiden Finalisten sowie der Sieger im Spiel um Platz drei qualifizieren sich für die U-17-WM der Frauen in Trinidad & Tobago 2010

## Finalrunde

### Halbfinale
|                            |   |             |           |
| 22. Juni 2010 um 14:30 Uhr |   |             |           |
| Niederlande                | – | Spanien     | 0:3 (0:1) |
| 22. Juni 2010 um 19:00 Uhr |   |             |           |
| Irland                     | – | Deutschland | 1:0 (1:0) |

Spanien setzte sich mit einem klaren 3:0-Sieg gegen die Niederlande durch. Amanda Sampedro erzielte in der 32. Minute den Führungstreffer. Im zweiten Spielabschnitt erhöhte Raquel Pinel in der 52. Minute auf 2:0. Den Schlusspunkt setzte die eingewechselte Paloma Lazaro in der Nachspielzeit. Im zweiten Halbfinale sorgte Irland mit dem 1:0-Sieg über Titelverteidiger Deutschland für eine große Überraschung. Megan Campbell erzielte in der 38. Minute mit einem direkt verwandelten Freistoß das Tor des Tages.

### Spiel um Platz 3
|                            |   |             |           |
| 26. Juni 2010 um 16:30 Uhr |   |             |           |
| Niederlande                | – | Deutschland | 0:3 (0:1) |

Deutschland qualifizierte sich durch einen souveränen 3:0-Sieg für die U-17-Weltmeisterschaft. Lena Petermann brachte die DFB-Elf in der 23. Minute in Führung. In der zweiten Halbzeit erzielten Melanie Leupolz und Silvana Chojnowski die weiteren Treffer für die deutsche Mannschaft.

### Finale
|                            |   |        |                      |
| 26. Juni 2010 um 13:30 Uhr |   |        |                      |
| Spanien                    | – | Irland | 0:0 n. V., 4:1 i. E. |

Spanien konnte erstmals die U-17-Europameisterschaft für sich entscheiden. Sowohl in der regulären Spielzeit als auch in der Verlängerung fielen keine Tore. Im Elfmeterschießen konnte die spanische Torhüterin Dolores Gallardo die ersten zwei Versuche der irischen Mannschaft parieren. Ana Maria Catala sorgte schließlich für die Entscheidung.

## Schiedsrichterinnen
- Anastassija Pustowoitowa
- Morag Pirie

## Torschützinnen
| Rang | Spielerin          | Tore |
| ---- | ------------------ | ---- |
| 1    | Megan Campbell     | 1    |
|      | Silvana Chojnowski | 1    |
|      | Paloma Lázaro      | 1    |
|      | Melanie Leupolz    | 1    |
|      | Lena Petermann     | 1    |
|      | Raquel Pinel       | 1    |
|      | Amanda Sampedro    | 1    |

Torschützenkönigin des Gesamtwettbewerbs wurde  Aldís Kara Lúðvíksdóttir mit 9 Toren aus der Qualifikation.

## Die deutsche Mannschaft
Bundestrainer Ralf Peter nominierte für die Endrunde folgenden Kader:
| Nr.        | Name               | Geburtstag | Verein                 | Spiele | Tore | Rote Karte | Gelb-Rote Karte | Gelbe Karte |
| Tor        | Tor                | Tor        | Tor                    | Tor    | Tor  | Tor        | Tor             | Tor         |
| ---------- | ------------------ | ---------- | ---------------------- | ------ | ---- | ---------- | --------------- | ----------- |
| 12         | Friederike Abt     | 07.07.1994 | Herforder SV           | 0      | 0    | 0          | 0               | 0           |
| 1          | Lena Nuding        | 18.02.1993 | VfL Sindelfingen       | 2      | 0    | 0          | 0               | 0           |
| Abwehr     |                    |            |                        |        |      |            |                 |             |
| 5          | Jennifer Cramer    | 24.02.1993 | 1. FFC Turbine Potsdam | 2      | 0    | 0          | 0               | 1           |
| 4          | Kristin Demann     | 07.04.1993 | 1. FFC Turbine Potsdam | 2      | 0    | 0          | 0               | 0           |
| 7          | Annabel Jäger      | 06.01.1994 | FSV Gütersloh 2009     | 2      | 0    | 0          | 0               | 0           |
| 17         | Anne Rheinheimer   | 26.02.1993 | 1. FFC Frankfurt       | 1      | 0    | 0          | 0               | 0           |
| 2          | Claire Savin       | 02.04.1993 | TSG 1899 Hoffenheim    | 1      | 0    | 0          | 0               | 0           |
| 3          | Luisa Wensing      | 08.02.1993 | FCR 2001 Duisburg      | 2      | 0    | 0          | 0               | 0           |
| Mittelfeld |                    |            |                        |        |      |            |                 |             |
| 18         | Jana Blessing      | 27.05.1993 | FV Löchgau             | 0      | 0    | 0          | 0               | 0           |
| 14         | Melanie Leupolz    | 14.04.1994 | TSV Tettnang           | 2      | 1    | 0          | 0               | 0           |
| 8          | Lina Magull        | 15.08.1994 | FSV Gütersloh 2009     | 2      | 0    | 0          | 0               | 0           |
| 15         | Natalie Moik       | 11.08.1993 | Bayer 04 Leverkusen    | 1      | 0    | 0          | 0               | 0           |
| 11         | Sarah Romert       | 13.12.1994 | FC Memmingen           | 2      | 0    | 0          | 0               | 0           |
| 6          | Isabella Schmid    | 06.03.1993 | SC Freiburg            | 2      | 0    | 0          | 0               | 0           |
| Angriff    |                    |            |                        |        |      |            |                 |             |
| 10         | Silvana Chojnowski | 17.04.1994 | FSV Frankfurt          | 2      | 1    | 0          | 0               | 0           |
| 16         | Lena Lotzen        | 11.09.1993 | JFG Würzburg           | 2      | 0    | 0          | 0               | 0           |
| 9          | Lena Petermann     | 05.02.1994 | Hamburger SV           | 2      | 1    | 0          | 0               | 0           |
| 13         | Marie Pyko         | 08.08.1993 | SC 07 Bad Neuenahr     | 1      | 0    | 0          | 0               | 0           |